# Os Mallos
Os Mallos (denominado Coiramia antes de urbanizar) es un barrio de La Coruña consolidado en los años 50 como consecuencia del gran aumento de la población en la ciudad que era la nueva clase trabajadora procedente del mundo rural. El barrio está situado entre las principales arterias de salida de la ciudad como son la Ronda de Nelle, Ronda Outeiro, Alfonso Molina y Avda. de Arteixo. Dispone de las líneas de autobuses 5, 12A, 11 y 14.
La conversión de la calle Ángel Senra como peatonal en el año 2009 supuso un cambio para el barrio al promoverse en mayor medida el comercio local.

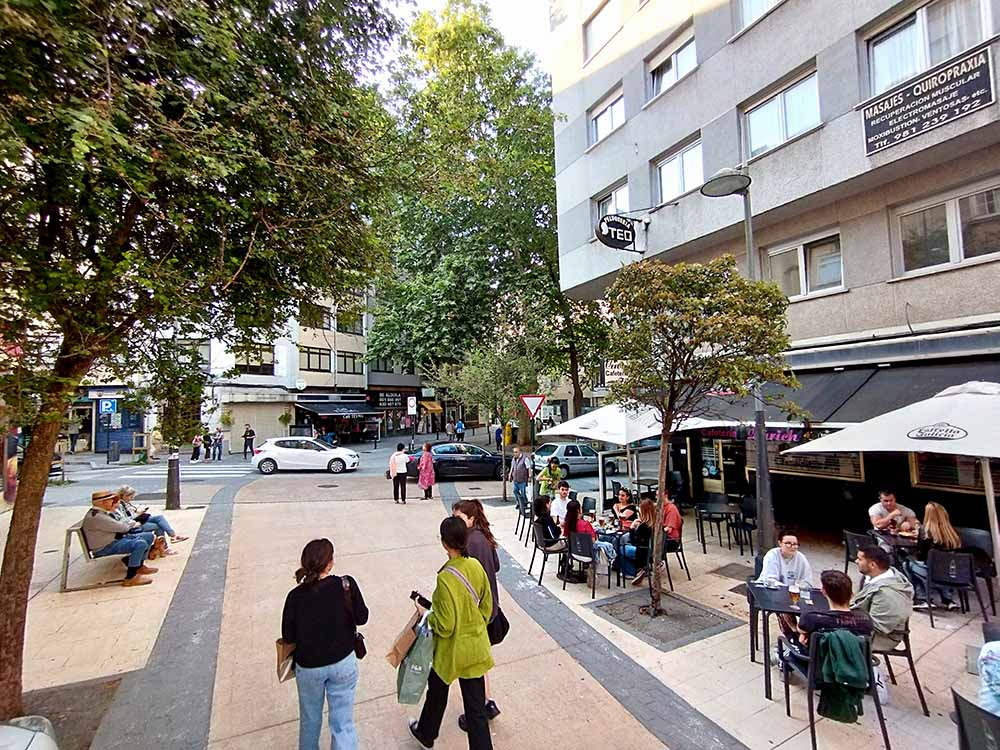
Terrazas en la calle peatonal Ángel Senra

En Os Mallos se sitúa un centro comercial abierto formado por numerosos locales comerciales de alimentación, bares, restaurantes, moda, entre otros y que se identifican con el distintivo de la Asociación de Comerciantes Distrito Mallos. Junto con la zona Obelisco, conforman los únicos dos centros comerciales abiertos de la ciudad.
El barrio de Os Mallos, que pertenece al distrito 4 (Os Mallos-Sagrada Familia-Santa Margarita),es el que mayor cifra de viviendas de uso vacacional presenta.

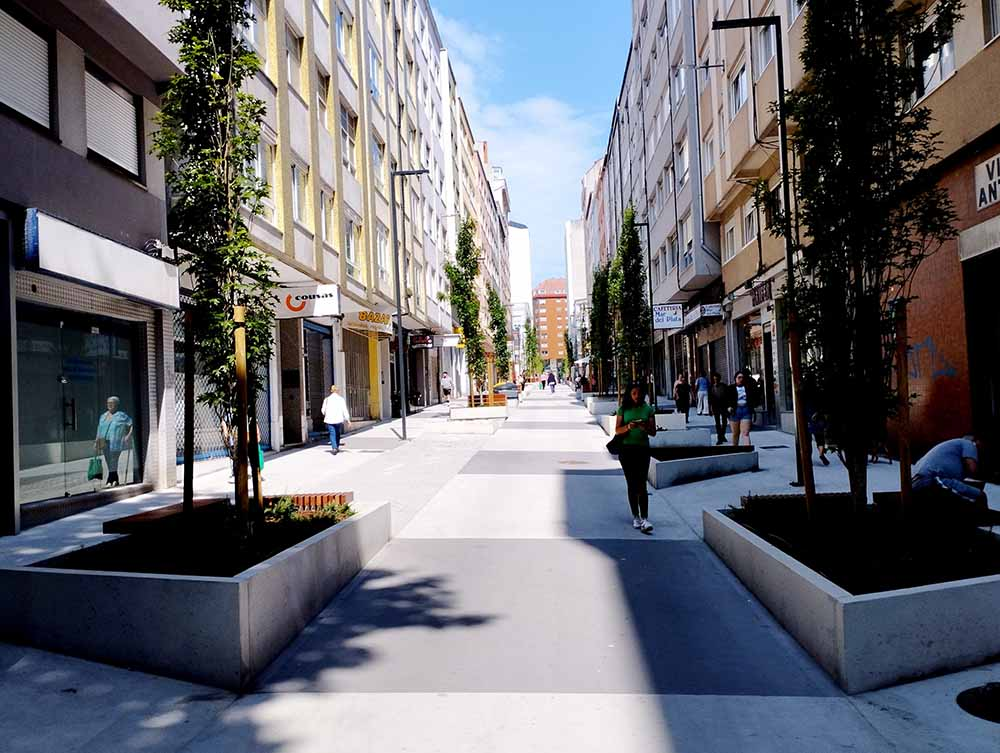
Calle peatonal Ramón Cabanillas

En junio del año 2023 se finaliza la peatonalización de la calle Ramón Cabanillas, que conectada continuamente con Ángel Senra, constituyen más de medio kilómetro de peatonalización desde el mercado Ramón Cabanillas hasta la plaza de Madrid.

## Arquitectura y urbanismo

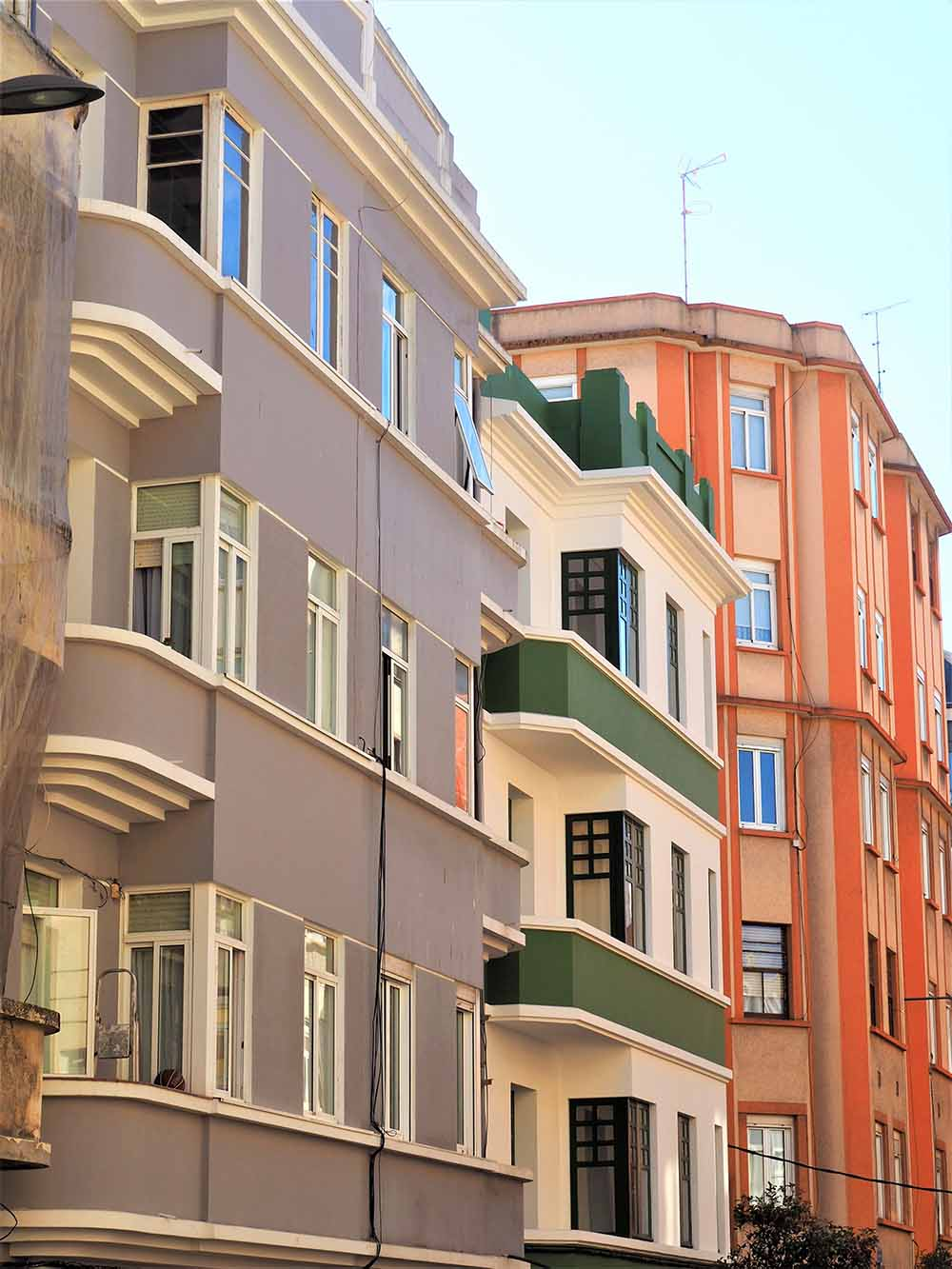
Edificios racionalistas en la Calle Vizcaya en barrio Os Mallos

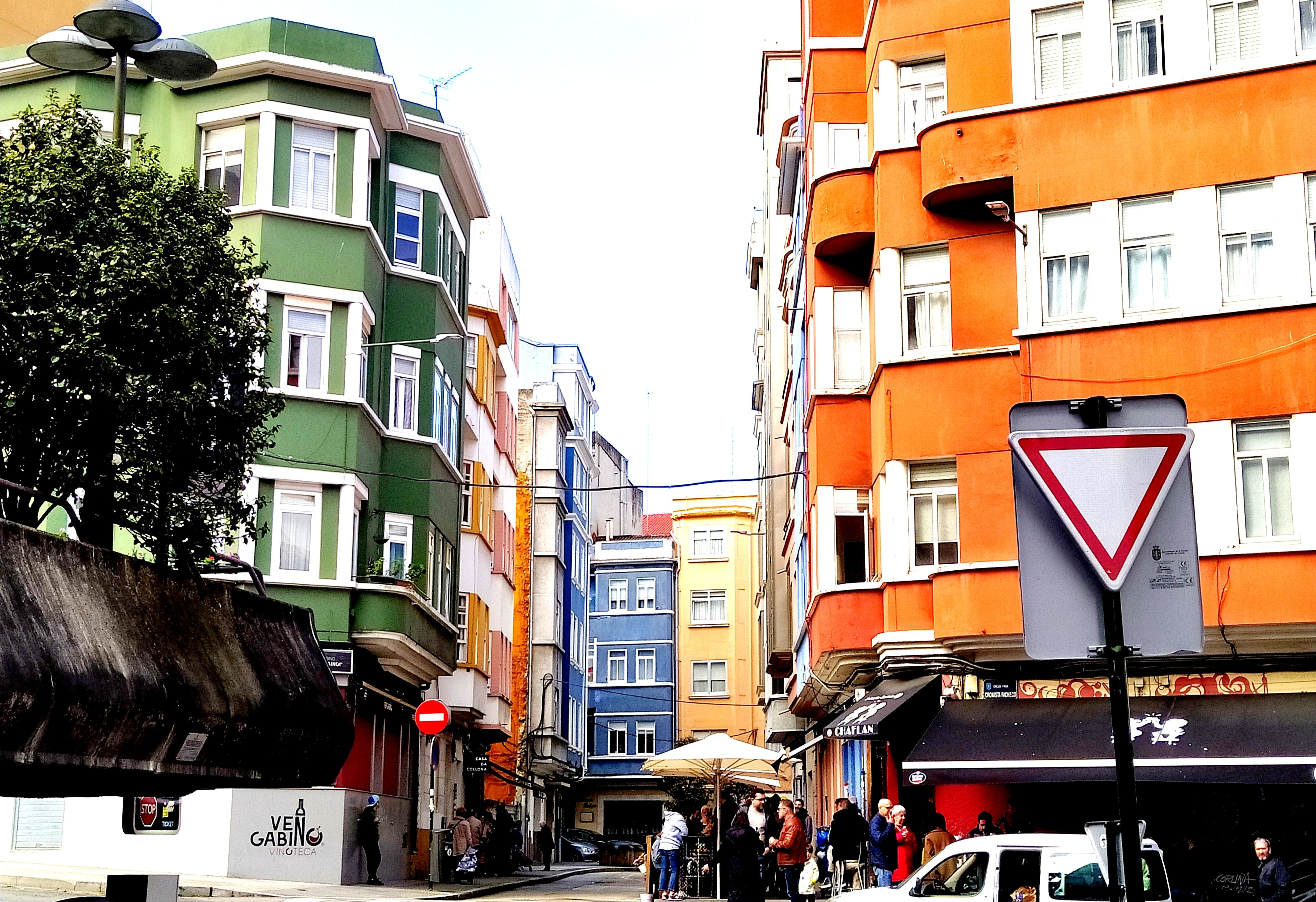
Edificios racionalistas en Calle Oidor Gregorio Tovar.

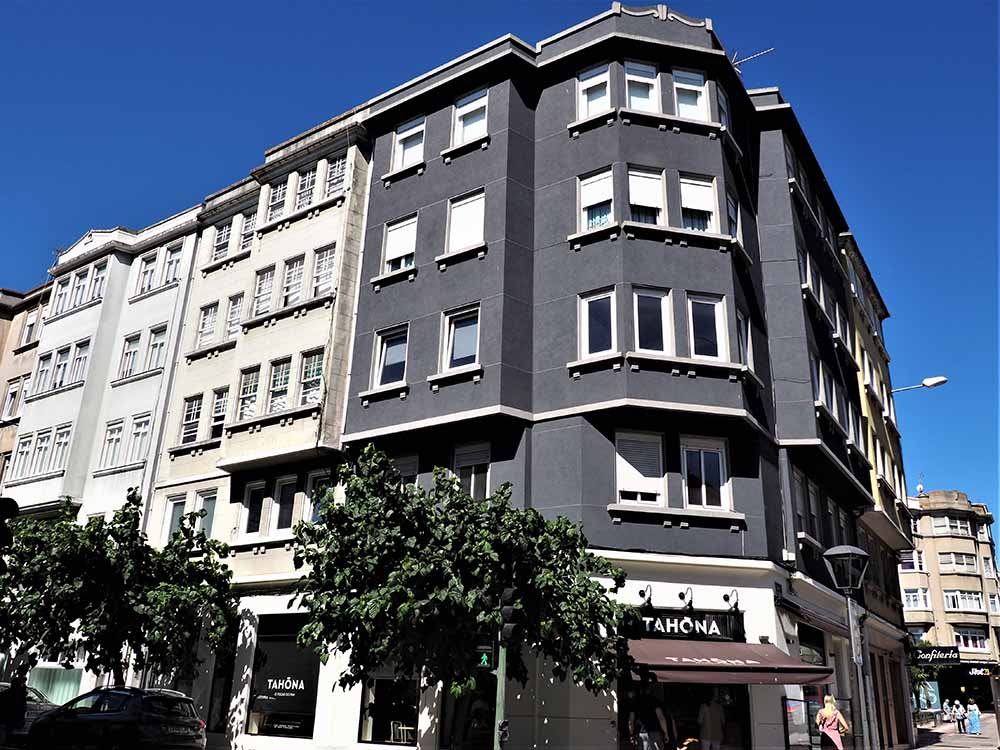
Conjunto urbano racionalista en La Coruña (1955-1956) Santiago Rey Pedreira y Juan González Cebrián.

Un conjunto de edificios de líneas racionalistas levantados progresivamente en los años 30 y principios de los 40 que configuran conjuntos de manzanas enteras en torno a la Calle Vizcaya y Calle Oidor Gregorio Tovar, entre otras calles del barrio, conforman un entorno con arquitectura racionalista. Si bien es conocida la zona de calle Ciudad de Lugo, en el centro de la ciudad, por su racionalismo, Os Mallos dispone de una mayor concentración y extensión de este tipo de racionalismo coruñés. 

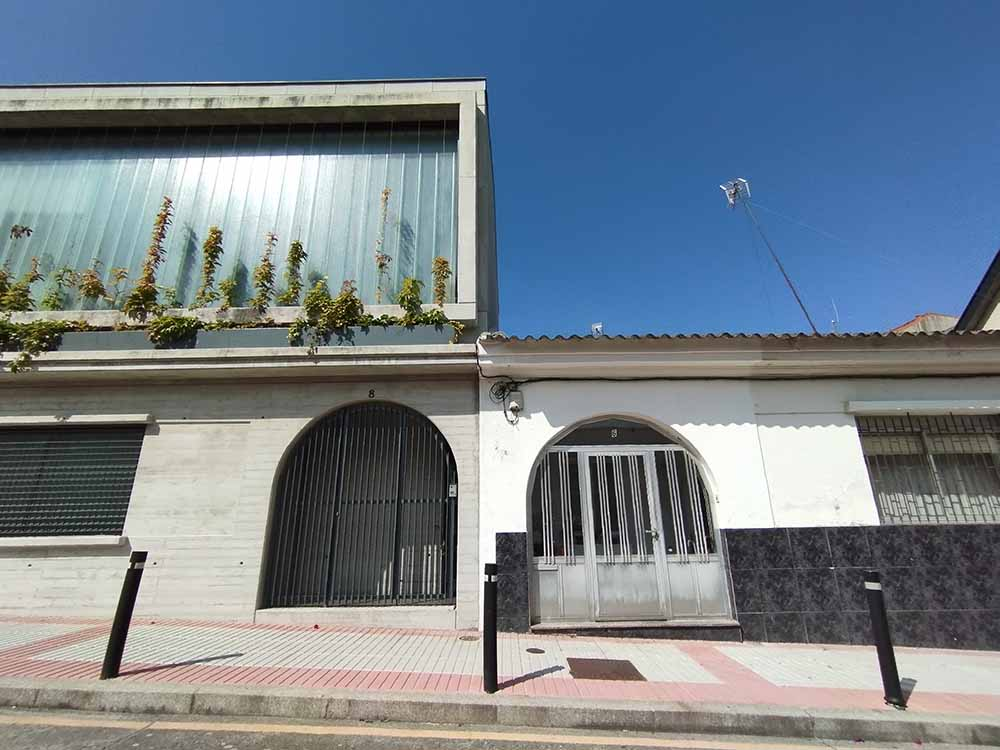
Vivienda del conjunto Juan Canalejo de Juan González Cebrián (dcha.) junto con obra contemporánea del arquitecto Óscar Pedrós (izqda.)

En los años 50 se desarrolla en torno a la Avda. Mallos y Ronda Outeiro el conjunto urbano arquitectónico compuesto de treinta y tres edificaciones obra conjunta de los arquitectos Santiago Rey Pedreira y Juan González Cebrián.
El inicio de las obras de la Estación Intermodal de La Coruña, a finales de septiembre del 2022 y que tienen previstas concluir a finales del 2025, son un revulsivo para Os Mallos.

## Zonas verdes

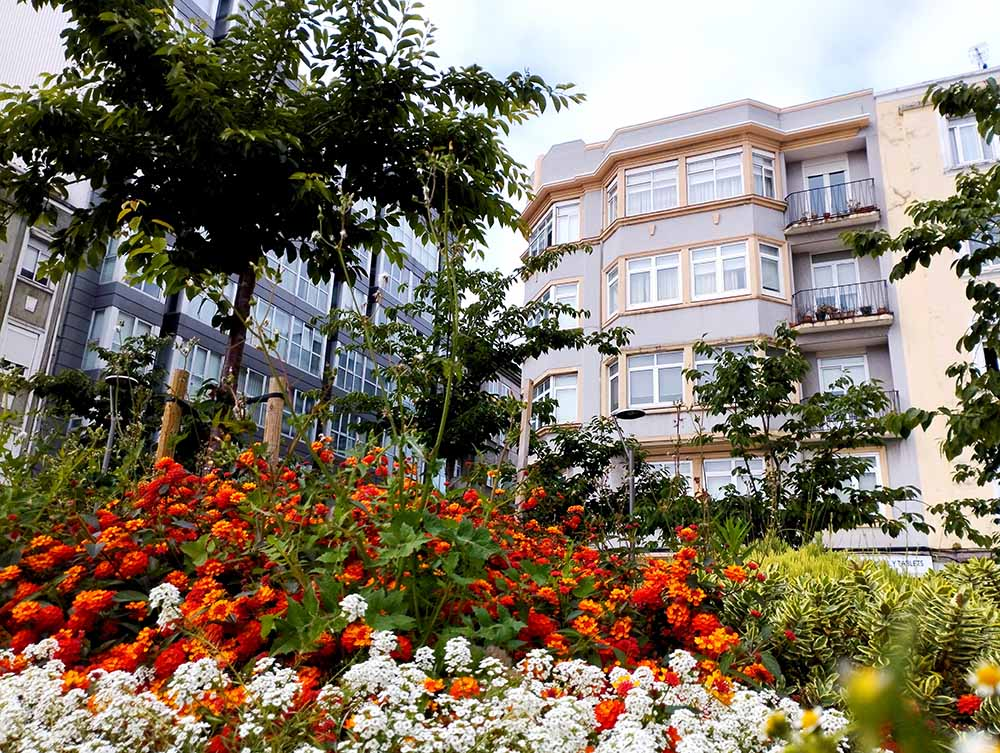
Plaza Padre Rubinos

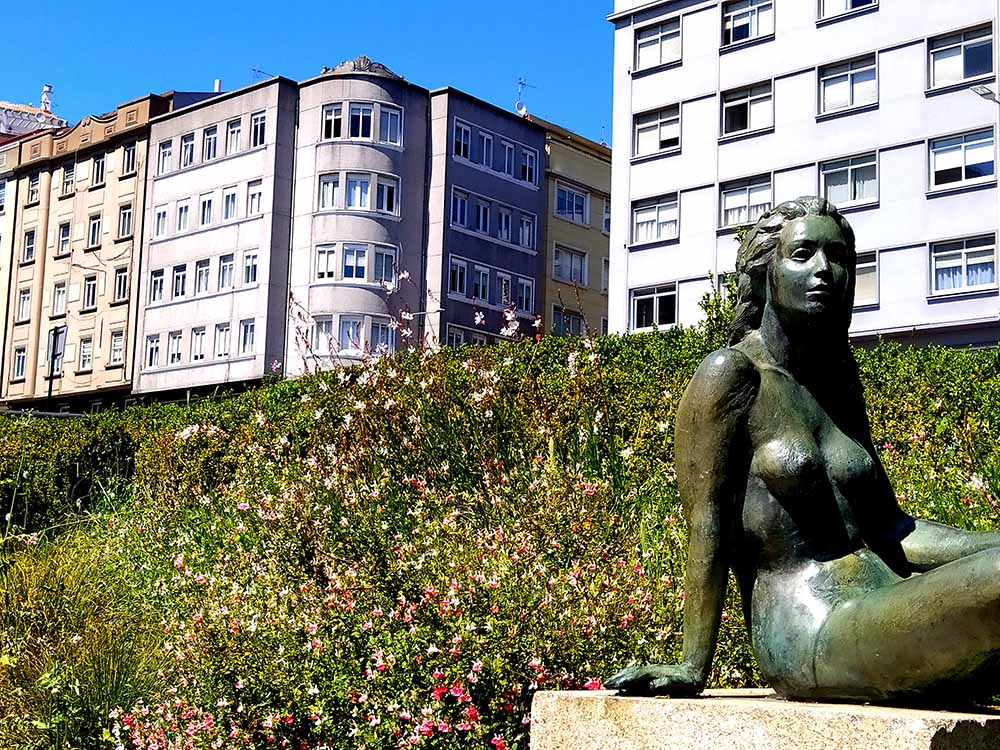
Plaza de San Cristóbal

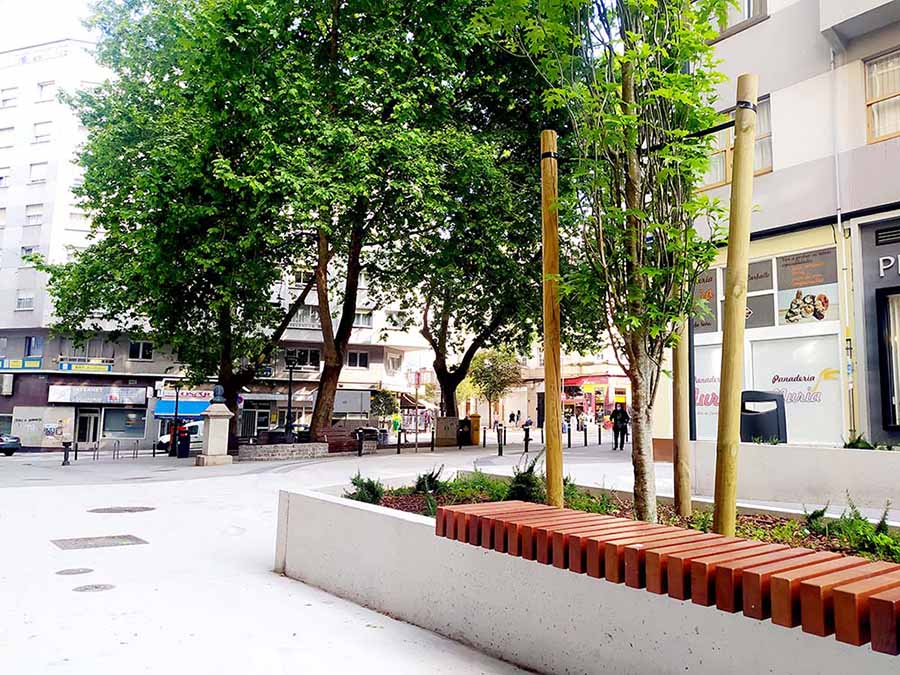
Plazuela de San Vicente con calle Ramón Cabanillas

El barrio dispone de las siguientes zonas verdes:
- Plaza Padre Rubinos
- Plazuela de San Vicente
- Plaza de Madrid
- Plaza de Monforte
- Plaza de San Cristóbal
- Plaza Filipinas

## Equipamientos

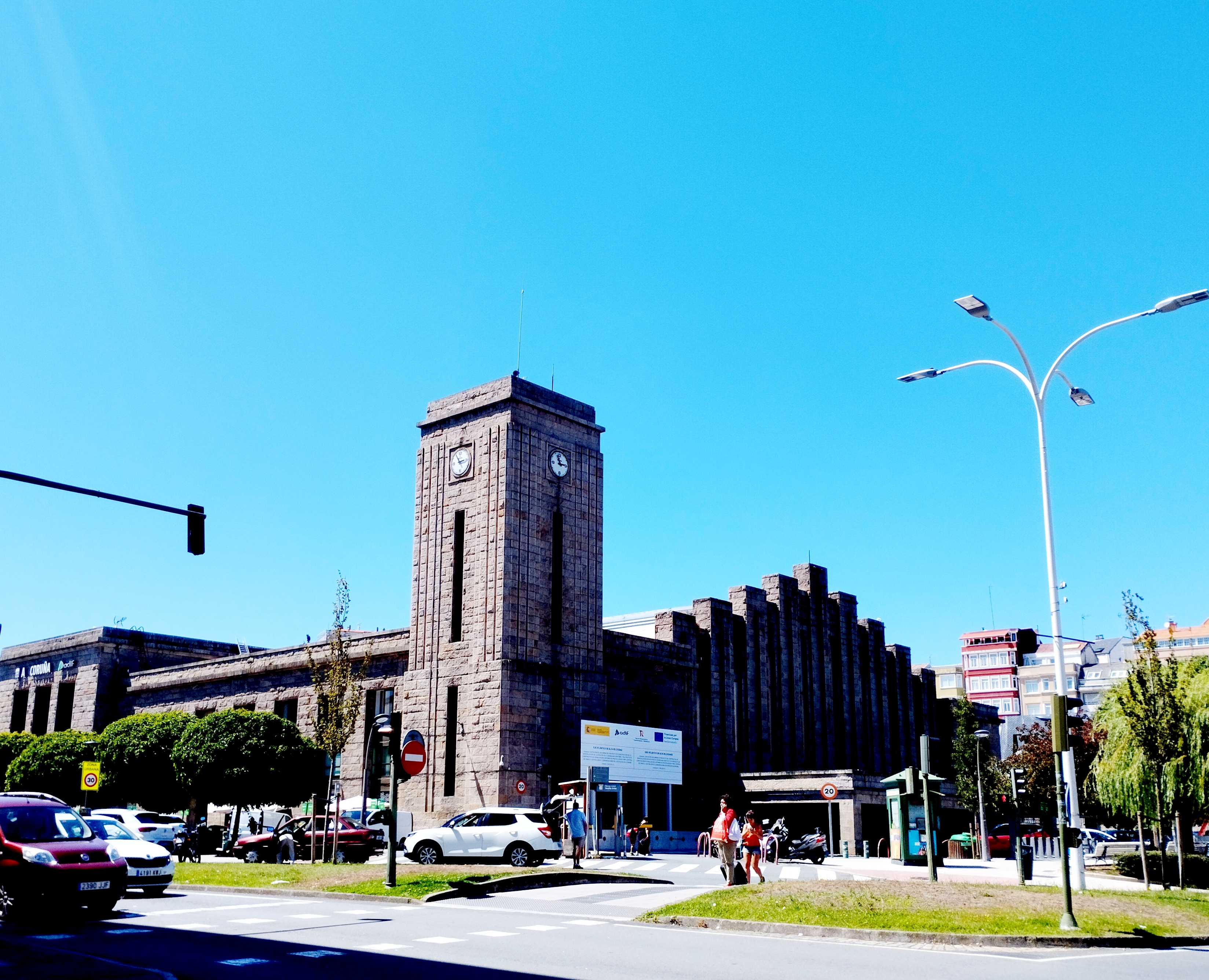
Estación de trenes de La Coruña

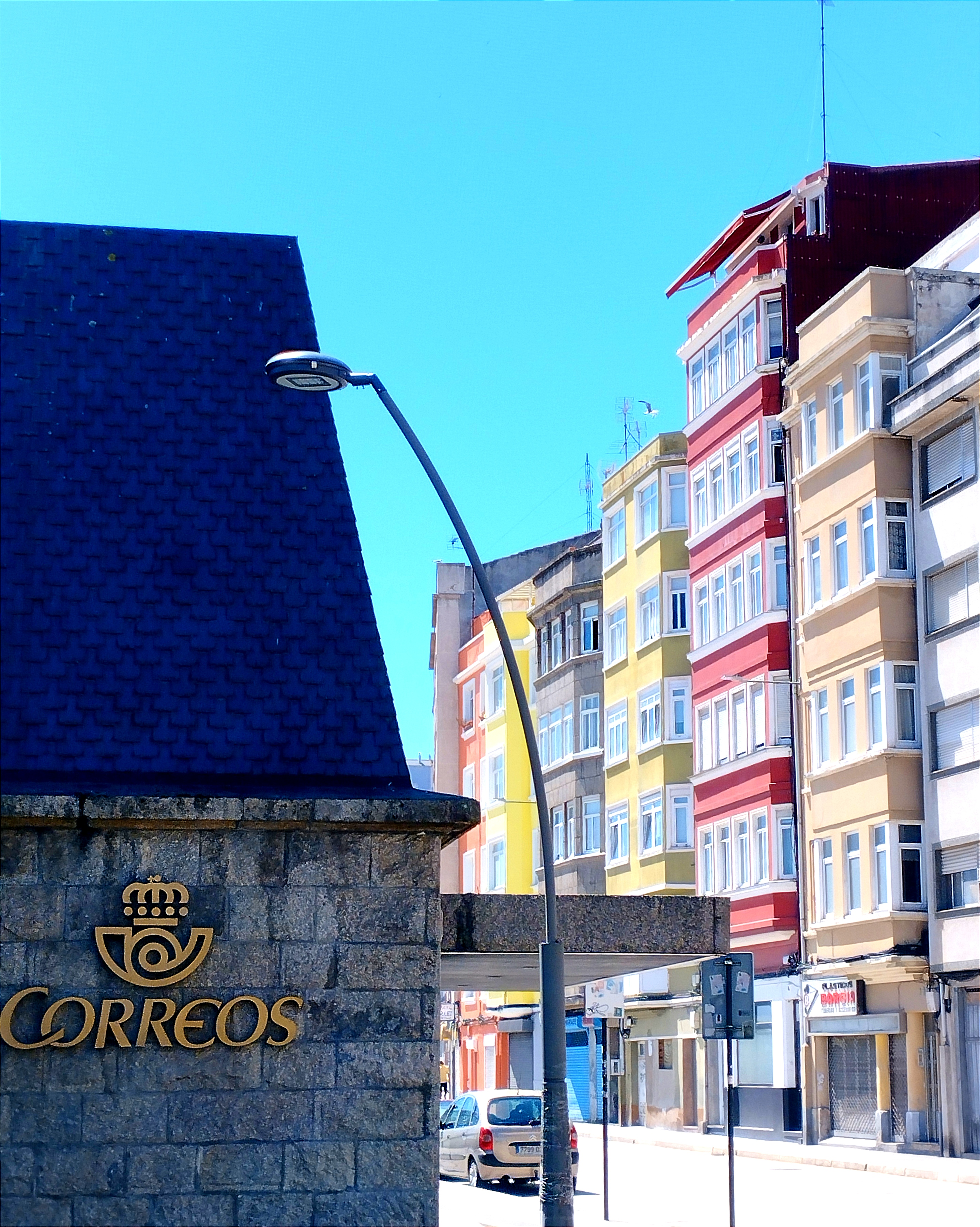
Oficina Correos. Sucursal 1. La Coruña

- Oficina de Correos Sucursal 1, situada en la Avenida de la Sardiñeira.
- Estación de Trenes San Cristóbal (1935), obra del arquitecto Antonio Gascue Echeverría. Edificio catalogado en el Docomomo Ibérico.
- Juzgados de La Coruña (1990), obra del arquitecto Xosé Bar Boo  situado en la Calle Monforte.
- Universidad Intercontinental de la Empresa.
- Centro Cívico de Os Mallos.
- Centro de Salud Os Mallos, de los arquitectos Alberto Noguerol y Pilar Diez.
- Mercado Municipal de Ramón Cabanillas.
- Centro de Formación Profesional A Fundación en C/ Ribadavia n.º.4.

## Deportes
- Maravillas Sociedad Deportiva
- Karbo Deportivo, equipo disuelto en 1988, ha sido un referente en el fútbol femenino en España siendo Campeonas De España en 1983.[14]

## Gastronomía
Os Mallos es conocido por sus pulperías situadas en calles contiguas como son A Nova Lanchiña en la calle Capitán Juan Varela y la Pulpería de Arzúa en calle Francisco Catoira. También, la Pulpería Lola (la Antigua de Melide), en Ronda de Outeiro 135.  En enero de 2024 cerró, por jubilación de los dueños, A Lanchiña, fundada en 1976. 